# Міту горбодзьобий
Міту горбодзьобий (Mitu mitu) — вид куроподібних птахів родини краксових (Cracidae).

## Поширення
Регіонально вимер: Бразилія. У дикій природі цей вид використовував для життя низовини незайманого тропічного лісу нижче 400 метрів над рівнем моря. Найостанніші повідомлення були з 1984 і, можливо, 1987 або 1988 років. Популяцію в неволі (питомник з розведення птахів) спочатку було створено в Ріо-де-Жанейро в 1977 році, їхня кількість була 44 в 2000 році. У 2008 році утримувалось 130 птахів в двох вольєрах, близько 35 % з яких були  гібридами з М. tuberosum. Безперервне очищення низинних лісів, в основному для цукрової тростини, і браконьєрство через смачне м'ясо птаха привели вид до межі вимирання. Попит на цукрову тростину різко зріс наприкінці 1970-х років. Пестициди, які використовували в оточуючому тростину збереженому лісі, можливо, також зробили згубний вплив.

## Опис

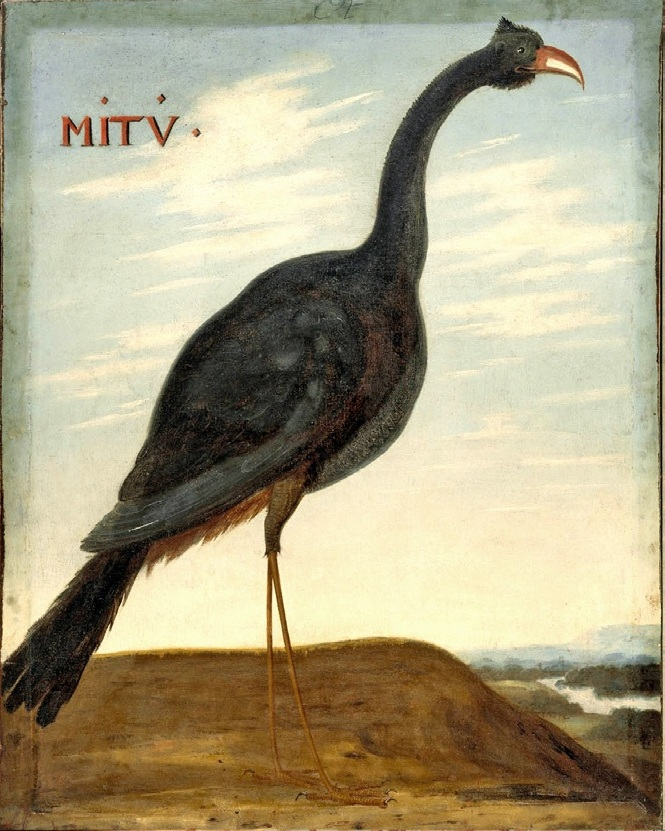
Міту, олія на полотні

Довжина: 83-89 см. Це відносно великий чорний птах з глянцевим блакитним відтінком на пір'ї і каштановим пір'ям на животі й підхвісті. Дзьоб великий і опуклий при основі,  яскраво-червоного кольору з білуватим кінчиком, ноги теж червоні. Коло вух шкіра неоперена.

## Спосіб життя
Дуже мало відомо про поведінку та екологію в дикій природі. Відомо, що їв плоди дерев Phillanthus і Eugenia.

### Розмноження
Знання про екологію розмноження цього виду ще менше; одне гніздо було знайдене в 1978 році, воно було розташоване серед густої зелені. У неволі самиці починають розмножуватися у віці два роки, і кожен рік висиджує 2—3 яйця. У неволі вони можуть досягти віку 24 років.